# Кумсай (Темірський район)
Кумса́й (каз. Құмсай) — село у складі Темірського району Актюбінської області Казахстану. Входить до складу Саркольського сільського округу.
Населення — 381 особа (2021; 391 у 2009, 421 у 1999, 457 у 1989).